# شارلوتا سيدركريوتز
ماريا شارلوتا سيدركريوتز (بالسويدية: Charlotta Cedercreutz)‏، (اسم عائلة الزوج «رانجل») (1736-1815)، كانت فنانة سويدية، سيدة في خدمة المائدة وبارونة. كانت أيضا عضوًا في الأكاديمية الملكية السويدية للفنون.
كان والداها هما بارون لارس سيدكروتز وكاترينا سيلجيستروم. على الرغم من حقيقة أن جمالها وثروتها جعلتها جذابة، يقال إنها تكره فكرة الزواج ورفضت الزواج لسنوات عديدة. تزوجت عام 1770 من اللواء بارون جورج جوستاف رانجل أف أدينال. منذ عام 1774، كانت واحدة من السيدات الستة في انتظار محكمة الملكة صوفيا ماغدالينا من الدنمارك. فنانة هاوية موهوبة، ألتحقت بالأكاديمية الملكية للفنون.
في البلاط، وصفت بأنها ذكية ومثقفة ولكن أيضا لعوبة جدًا وخاصة حول الرتبة والاهتمام، وقيل أنها شاركت بشغف في الملذات والمكائد في البلاط. على الأقل لفترة، لعبت دورًا مهمًا في البلاط الملكي: لقد ورد ذكرها مرارًا وتكرارًا في مذكرات الزمان وكان الهدف من رسالتين كاريكتوريتين من قبل يوهان فريدريك فون نولكي: » الأم مثل نقطة ليونوبوليس 1789" و"مخيبة للآمال ميرين أو ولادة ليو ستكهولم 1790".
فقدت منصبها في البلاط في عام 1795، وفي ذلك الوقت وصفت بأنها مُعدمة: لذا طلبت الأميرة هيدويغ إليزابيث تشارلوت الإذن لها بأن تحصل على شقة في القصر الملكي.

## الوفاة
توفيت شارلوتا في ستوكهولم.